# 日限山
日限山（ひぎりやま）は神奈川県横浜市港南区の町名。現行行政地名は日限山一丁目から日限山四丁目。住居表示実施済み区域。

## 地理
港南区の東部に位置し、西に横浜市戸塚区舞岡町、東に上永谷と丸山台、南に戸塚区南舞岡、北に下永谷と接している。
丘陵地帯にあり、「京急ニュータウン」等の新興住宅地として開発された。

### 面積
面積は以下の通りである。
| 丁目         | 面積（km²） |
| ------------ | ----------- |
| 日限山一丁目 | 0.342       |
| 日限山二丁目 | 0.108       |
| 日限山三丁目 | 0.179       |
| 日限山四丁目 | 0.232       |
| 計           | 0.861       |

### 地価
住宅地の地価は、2025年（令和7年）1月1日の公示地価によれば、日限山1-39-26の地点で20万9000円/m²となっている。

## 歴史

### 沿革
- 江戸時代には、仙境とされ、横浜の高野山と呼ばれていた。
- 1980年（昭和55年）11月10日 - 上永谷町、下永谷町、野庭町、戸塚区舞岡町の各一部から編入し、新設設置。併せて住居表示実施[7]。

### 町名の変遷
| 実施後       | 実施年月日                 | 実施前（各町名ともその一部）             |
| ------------ | -------------------------- | ---------------------------------------- |
| 日限山一丁目 | 1980年（昭和55年）11月10日 | 上永谷町、下永谷町、戸塚区舞岡町の各一部 |
| 日限山二丁目 | 1980年（昭和55年）11月10日 | 上永谷町、戸塚区舞岡町の各一部           |
| 日限山三丁目 | 1980年（昭和55年）11月10日 | 上永谷町、野庭町、戸塚区舞岡町の各一部   |
| 日限山四丁目 | 1980年（昭和55年）11月10日 | 上永谷町、戸塚区舞岡町の各一部           |

## 世帯数と人口
2025年（令和7年）6月30日現在（横浜市発表）の世帯数と人口は以下の通りである。
| 丁目         | 世帯数    | 人口    |
| ------------ | --------- | ------- |
| 日限山一丁目 | 1,760世帯 | 4,043人 |
| 日限山二丁目 | 447世帯   | 966人   |
| 日限山三丁目 | 787世帯   | 1,722人 |
| 日限山四丁目 | 839世帯   | 1,840人 |
| 計           | 3,833世帯 | 8,571人 |

### 人口の変遷
国勢調査による人口の推移。
| 年                 | 人口  |
| ------------------ | ----- |
| 1995年（平成7年）  | 9,292 |
| 2000年（平成12年） | 9,330 |
| 2005年（平成17年） | 9,135 |
| 2010年（平成22年） | 9,215 |
| 2015年（平成27年） | 8,641 |
| 2020年（令和2年）  | 8,763 |

### 世帯数の変遷
国勢調査による世帯数の推移。
| 年                 | 世帯数 |
| ------------------ | ------ |
| 1995年（平成7年）  | 2,920  |
| 2000年（平成12年） | 3,234  |
| 2005年（平成17年） | 3,263  |
| 2010年（平成22年） | 3,497  |
| 2015年（平成27年） | 3,400  |
| 2020年（令和2年）  | 3,560  |

## 学区
市立小・中学校に通う場合、学区は以下の通りとなる（2024年11月時点）。
| 丁目         | 番・番地等                                      | 小学校               | 中学校               |
| ------------ | ----------------------------------------------- | -------------------- | -------------------- |
| 日限山一丁目 | 58番18〜22号 58番29〜42号                       | 横浜市立永谷小学校   | 横浜市立上永谷中学校 |
| 日限山一丁目 | 1番〜58番17号 58番23号〜59番28号 59番43号〜68番 | 横浜市立日限山小学校 | 横浜市立日限山中学校 |
| 日限山二丁目 | 全域                                            | 横浜市立日限山小学校 | 横浜市立日限山中学校 |
| 日限山三丁目 | 全域                                            | 横浜市立日限山小学校 | 横浜市立日限山中学校 |
| 日限山四丁目 | 全域                                            | 横浜市立日限山小学校 | 横浜市立日限山中学校 |

## 事業所
2021年（令和3年）現在の経済センサス調査による事業所数と従業員数は以下の通りである。
| 丁目         | 事業所数  | 従業員数 |
| ------------ | --------- | -------- |
| 日限山一丁目 | 65事業所  | 533人    |
| 日限山二丁目 | 19事業所  | 159人    |
| 日限山三丁目 | 22事業所  | 132人    |
| 日限山四丁目 | 19事業所  | 90人     |
| 計           | 125事業所 | 914人    |

### 事業者数の変遷
経済センサスによる事業所数の推移。
| 年                 | 事業者数 |
| ------------------ | -------- |
| 2016年（平成28年） | 138      |
| 2021年（令和3年）  | 125      |

### 従業員数の変遷
経済センサスによる従業員数の推移。
| 年                 | 従業員数 |
| ------------------ | -------- |
| 2016年（平成28年） | 869      |
| 2021年（令和3年）  | 914      |

## 交通

### 鉄道
- 横浜市営地下鉄ブルーライン（1号線）
  - 下永谷駅

### バス
日限山一丁目は下永谷駅から坂を登ればよいが、二～四丁目は同駅から遠く坂も多いので、上永谷駅または戸塚駅からのバスが便利である。

## 施設

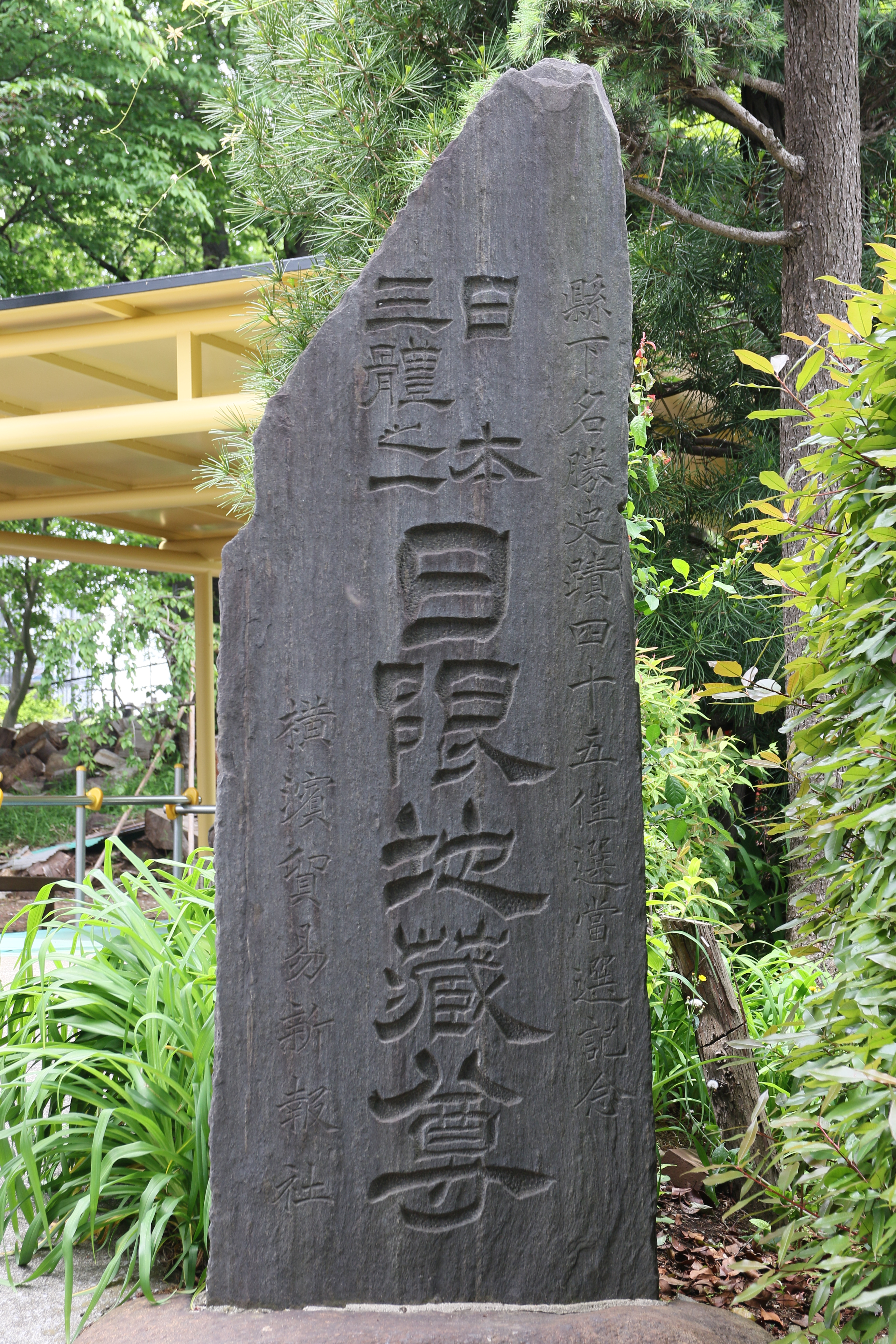
日限地蔵尊記念碑

- 横浜市立日限山小学校
- 横浜市立日限山中学校
- 横浜日限山郵便局
- 八木山福徳院（日限地蔵）
- 日限山地域ケアプラザ
- 港南プラザ西洗自治会館
- さわやか港南

## その他

### 日本郵便
- 郵便番号 : 233-0015[3]（集配局：港南郵便局[17]）

### 警察
町内の警察の管轄区域は以下の通りである。
| 丁目         | 番・番地等 | 警察署     | 交番・駐在所 |
| ------------ | ---------- | ---------- | ------------ |
| 日限山一丁目 | 全域       | 港南警察署 | 日限山駐在所 |
| 日限山二丁目 | 全域       | 港南警察署 | 日限山駐在所 |
| 日限山三丁目 | 全域       | 港南警察署 | 日限山駐在所 |
| 日限山四丁目 | 全域       | 港南警察署 | 日限山駐在所 |